# Chloe Gong
Pour les articles homonymes, voir Gong.
Chloe Gong, née le 16 décembre 1998 à Shanghai, est une romancière néo-zélandaise de fantasy et science-fiction young adult. Son premier roman, Ces plaisirs violents, se classe dans la liste des best-sellers du New York Times et remporte le prix Sir Julius Vogel (en) 2021.

## Biographie

### Jeunesse et formation
Chloe Gong naît le 16 décembre 1998 à Shanghai, en Chine. À l'âge de deux ans, elle émigre avec sa famille en Nouvelle-Zélande. Elle est élevée dans la culture chinoise : elle parle le shanghaïen avec ses parents et célèbre les fêtes culturelles chinoises. Elle grandit à Auckland et est scolarisée au Rangitoto College (en). Elle commence à écrire à l'âge de 13 ans et lit beaucoup de littérature young adult.
Chloe Gong suit des études en anglais et relations internationales à l'université de Pennsylvanie. Elle en est diplômée en 2021. Elle s'installe ensuite à New York.

### Carrière littéraire
Chloe Gong écrit des œuvres fantasy et de la science-fiction, destinées à un public young adult ou adulte, et s'inspire souvent des œuvres de Shakespeare.
Elle rédige son premier roman, Ces plaisirs violents (These Violent Delights), en mai 2018, à l'âge de 19 ans,. Il s'agit d'une réécriture de Roméo et Juliette, se déroulant à Shanghai dans les années 1920, mettant en scène des familles mafieuses et un monstre inspiré par celui du film La Forme de l'eau de Guillermo del Toro,. Il évoque le colonialisme et les diasporas asiatiques. Il est publié en novembre 2020 et bénéficie de critiques très positives dans les magazines Kirkus Reviews et Publishers Weekly.
Ces plaisirs violents se classe dans la liste des best-sellers du New York Times, faisant de Chloe Gong l'une des plus jeunes autrices à y figurer. En 2021, il remporte le prix Sir Julius Vogel (en). Le second tome de la duologie, Nos fins violentes (Our Violent Ends), paraît en novembre 2021. Chloe Gong fait la promotion de ses livres au sein de la communauté BookTok sur TikTok, où elle rencontre un franc succès, avec plus de 77 000 abonnés en juillet 2021. Chloe Gong écrit par la suite une série dérivée de Ces plaisirs violents : Cruelle Dame Fortune (Foul Lady Fortune), composée de trois tomes et publiée entre 2022 et 2023,.
Sa trilogie suivante, Dieux de chair et de mensonge (Flesh and False Gods), s'inspire de la pièce Antoine et Cléopâtre. Elle est destinée à un public adulte et s'inscrit dans le genre de la fantasy,. Dieux de chair et de mensonge se déroule dans la ville fictive de San-Er, inspirée par la région de Kowloon. Le premier tome est publié en 2023, le deuxième en 2024.
En 2025, Chloe Gong annonce la parution prochaine d'une duologie de science-fiction dystopique, Coldwire,,. Il s'agit d'un roman cyberpunk young adult,. Cette œuvre est la première pour laquelle Gong ne s'inspire pas de Shakespeare.

## Prix et distinctions

### Lauréate
- 2021 : prix Sir Julius Vogel (en) pour Ces plaisirs violents[8]

### Finaliste
- 2020 : Goodreads Choice Awards, catégorie fantasy young adult, pour Ces plaisirs violents[17]
- 2021 : Goodreads Choice Awards, catégorie science-fiction et fantasy young adult, pour Nos fins violentes[18]
- 2022 : Goodreads Choice Awards, catégorie fantasy young adult, pour Cruelle Dame Fortune[19]
- 2023 : Goodreads Choice Awards, catégorie fantasy young adult, pour Cruel Cœur Chasseur[20]
- 2024 : Libby Book Awards, catégorie romantasy, pour Désirs immortels[21]

## Œuvres

### Ces plaisirs violents
- Ces plaisirs violents, Sabran, 2023 (These Violent Delights, Margaret K. McElderry Books, 2020  (ISBN 9781534457690)), trad. Jacques Collin  (ISBN 9782378762858)
- Nos fins violentes, Sabran, 2023 (Our Violent Ends, Hodder & Stoughton, 2021  (ISBN 9781529344561)), trad. Jacques Collin  (ISBN 9782385600013)

### Cruelle Dame Fortune
- Cruelle Dame Fortune, Sabran, 2024 (Foul Lady Fortune, Margaret K. McElderry Books, 2022  (ISBN 9781665905589)), trad. Jacques Collin  (ISBN 9782385600488)
- Cruel Cœur Chasseur, Sabran, 2024 (Foul Heart Huntsman, Margaret K. McElderry Books, 2023  (ISBN 9781665905619)), trad. Jacques Collin  (ISBN 9782385600754)
- Violence au bout du fil, Sabran, 2025 (Last Violent Call, Margaret K. McElderry Books, 2023  (ISBN 9781665934510)), trad. Jacques Collin  (ISBN 9782385601102)

### Dieux de chair et de mensonge
- Désirs immortels, Sabran, 2024 (Immortal Longings, S&S/Saga Press, 2023  (ISBN 9781668000229)), trad. Patrick Dechesne  (ISBN 9782385600297)
- Infâme desseins, Sabran, 2025 (Vilest Things, S&S/Saga Press, 2024  (ISBN 9781668000267)), trad. Patrick Dechesne  (ISBN 9782385600914)